# Igor Hinić
Igor Hinić (Fiume, 1975. december 4. –) olimpiai-, világ- és Európa-bajnok vízilabdázó. 

## Pályafutása
A pályafutása során center pozícióban szereplő Hinić hazájában a VK Primorje Rijeka, a Jug és a Mladost Zagreb csapataiban szerepelt, Olaszországban pedig játszott Rómában és Bresciában. A horvát válogatottban 417 alkalommal szerepelt, tagja volt az 1996-ban ezüstérmes, a 2012-ben pedig olimpiai bajnok horvát válogatottnak is. 2003-ban és 2009-ben az év horvát vízilabdázója volt. Rövid ideig megfordult a török ENKA Istanbul csapatában is. Összesen öt olimpián szerepelt, sportteljesítménye elismeréseképpen állami kitüntetésben részesült.
Nős, két lánya van; Anja és Gaiu.